# 개새끼
개새끼는 한국에서 쓰이는 욕설 중 하나이다. 표준국어대사전에서는 "어떤 사람을 좋지 않게 여겨 욕하여 이르는 말"로 정의하고 있다. 본래는 욕이 아닌, 친구나 자손에게 귀여움과 반가움을 나타내고 사랑을 전하는 뜻으로 쓰였다.
개새끼를 뜻하는 영어 욕설로는 "Son of a Bitch", 러시아어 욕설로는 "сукин сын"이 있다.
어원은 강아지 다음에 새끼를 붙인 것이라는 설과 가짜 자식이라는 설 등이 있다.

## 같이 보기
- 욕설